# 德國電子加速器

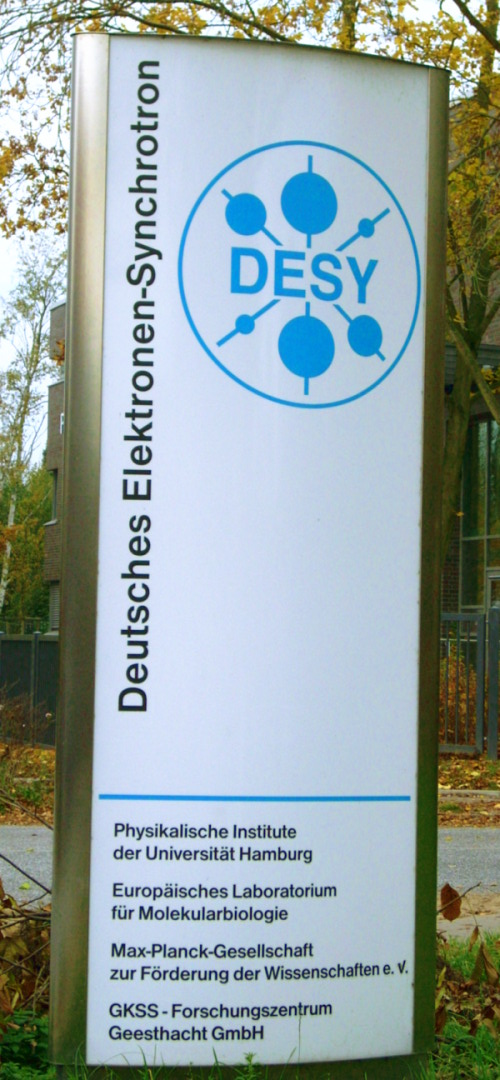
德國電子加速器門口的標示。

德國電子加速器（簡稱）是德國的大型粒子物理學研究機構，1959年12月18日正式運行，在柏林和漢堡均有研究中心。

## 研究方向
目前德國電子加速器有三個主要的研究方向:
- 建設和營運一些粒子加速器。
- 在粒子物理學裡，研究物質之間的交互作用。
- 利用同步輻射研究關於表面物理學、材料科學、化學、分子生物學、地質學、醫學等方面。